# Hvozdec u Lišova
Hvozdec (deutsch Hwozdetz, auch Hwostetz) ist eine Gemeinde in Tschechien. Sie liegt zwölf Kilometer östlich des Stadtzentrums von České Budějovice in Südböhmen und gehört zum Okres České Budějovice.

## Geographie

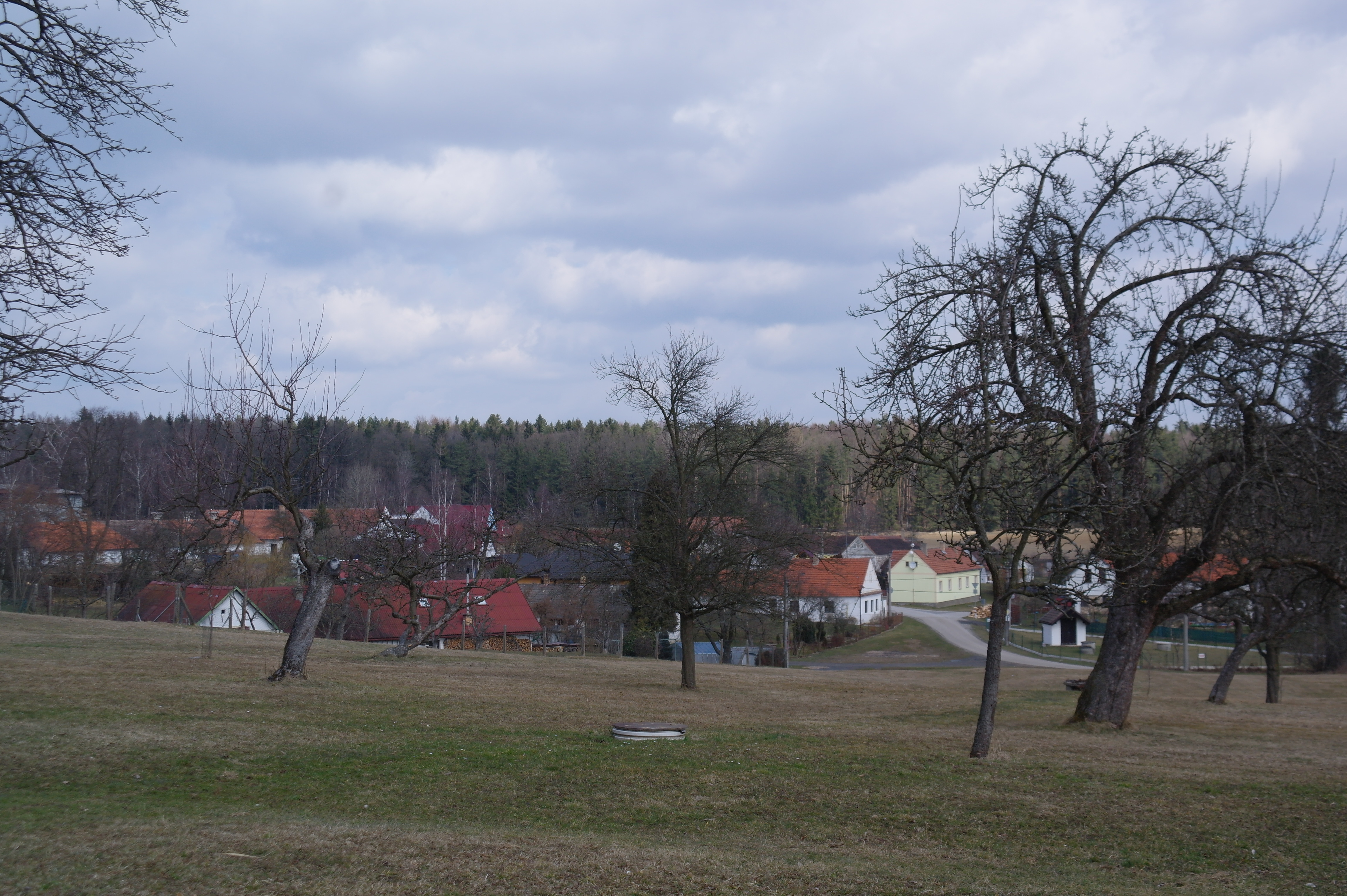
Hvozdec

Hvozdec befindet sich in der Lischauer Schwelle, etwa 3 km südöstlich von Lišov (deutsch: Lischau). Am westlichen Ortsrand liegt der Teich Hvozdecký rybník. Gegen Norden erstreckt sich der Wald Slabce, westlich der Zadní Kliny.
Nachbarorte sind Slabce im Norden, Sosní und Štěpánovice im Nordosten, Skalice im Osten, Vlkovice im Südosten, Zvíkov, Ortvínovice, Vyhlídky und Hlincová Hora im Südwesten, Kodetka, Rudolfov und Jivno im Westen sowie Konířův Mlýn und Lišov im Nordwesten.

## Geschichte
Die erste schriftliche Erwähnung von Hwozdecz erfolgte 1362 als Besitz des Vladiken Vilém von Slavkov. Wenig später erwarben die Herren von Rosenberg das Gut, 1379 wurde es im Rosenberger Urbar als Teil der Herrschaft Wittingau aufgeführt. 1611 fiel das Passauische Kriegsvolk, ein Söldnerheer des Fürstbischofs Leopold von Passau, das plündernd und mordend durch die Güter Peter Wok von Rosenbergs zog, in die Gegend ein, verwüstete die Rudolfstädter Bergwerke, brannte am 23. April 1611 Zaliny nieder und plünderte am 4. und 9. Juni Lišov. Nach dem Tode von Peter Wok von Rosenberg fiel das Erbe der Rosenberger 1612 Johann Georg von Schwanberg zu. Zu Beginn des Dreißigjährigen Krieges unterstützte Peter von Schwanberg die aufständischen Stände. Im Juni 1619 eroberte der kaiserliche General Charles Bonaventure de Longueval, Comte de Bucquoy Rudolfstadt und ließ die Bergstadt für den Verrat in Schutt und Asche legen. Beim Gefecht bei Jivno zwischen den Aufständischen und den Kaiserlichen fielen 70 Mann. Wahrscheinlich zur selben Zeit verwüstete Bucquoy auch die Dörfer Zvíkov, Jivno und Lhotky sowie das dem Protestanten Sigismund von Sudeta (Zikmund ze Sudetů) gehörende Gut Vstuhy. Nach der Niederlage in der Schlacht am Weißen Berg wurde Wittingau zum Zentrum der Aufständischen, das den Angriffen der Kaiserlichen Truppen noch bis zum März 1622 widerstand. Danach wurden die Güter Peter von Schwanbergs konfisziert und fielen an die Habsburger, die die Gegenreformation durchführten. Erzherzog Leopold Wilhelm von Österreich trat 1660 die Herrschaft Wittingau an die Grafen und späteren Fürsten Schwarzenberg ab.
Im Jahre 1840 bestand Hwozdetz aus 16 Häusern mit 120 Einwohnern. Pfarrort war Stiepanowitz. Bis zur Mitte des 19. Jahrhunderts blieb das Dorf immer dem zur Herrschaft Wittingau gehörigen Hof Urtinowitz untertänig.
Nach der Aufhebung der Patrimonialherrschaften bildete Hvozdec/Hwozdetz ab 1850 einen Ortsteil der Gemeinde Zvíkov in der Bezirkshauptmannschaft Budějovice/Budweis und dem Gerichtsbezirk Lišov/Lischau. Im Jahre 1910 hatte Hvozdec/Hwozdetz 166 tschechischsprachige Einwohner. Im Jahre 1922 löste sich Hvozdec von Zvíkov los und bildete eine eigene Gemeinde. Die Freiwillige Feuerwehr bildete sich 1936. Während der deutschen Besetzung wurde Hvozdec 1943 nach Zvíkov zwangseingemeindet, dies wurde 1945 wieder aufgehoben. Am 12. Juni 1960 wurde Hvozdec erneut nach Zvíkov eingemeindet. Am 1. April 1976 erfolgte die Eingemeindung nach Lišov. Nach einem Referendum löste sich Hvozdec am 24. November 1990 wieder von Lišov los und bildet seitdem eine eigene Gemeinde.

## Gemeindegliederung
Für die Gemeinde Hvozdec sind keine Ortsteile ausgewiesen.

## Bevölkerungsentwicklung
| Jahr      | 1869 | 1880 | 1890 | 1900 | 1910 | 1921 | 1930 | 1950 | 1961 | 1970 | 1980 | 1991 | 2001 | 2011 | 2021 |
| --------- | ---- | ---- | ---- | ---- | ---- | ---- | ---- | ---- | ---- | ---- | ---- | ---- | ---- | ---- | ---- |
| Einwohner | 137  | 136  | 150  | 152  | 166  | 162  | 150  | 133  | 113  | 85   | 76   | 63   | 60   | 108  | 136  |

## Sehenswürdigkeiten
- Gehöfte im südböhmischen Bauernbarockstil
- Glockenturm